# Mothra
Mothra är en fiktiv varelse i form av en jättefjäril som dök upp för första gången i filmen Mothra (モスラ、Mosura på japanska) från 1961.
I serien är hon först en larv och blir sedan en fjäril. Mothra är vanligen porträtterad som ett relativt välvilligt monster. Hon är oftast hjälten i de filmer hon är med i.
I originalfilmen har Mothra två tvillingfeer som sina allierade. Feerna, som inte är större än tio centimeter, kan kontakta Mothra genom att sjunga en sång. De dyker också upp i andra filmer men finns inte med i Rebirth of Mothra-trilogin. Mothras vapen som larv är silkestrådar som även gör att hon förvandlas till en fjäril. Som fjäril har hon vapen som ljusstrålar, gift, stjärnskott, vind och sina kraftiga vingar.
I Godzilla-serien slåss Mothra mot Godzilla i filmerna Mothra vs. Godzilla, Godzilla vs. Mothra, Godzilla, Mothra and King Ghidorah: Giant Monsters All-Out Attack och Godzilla: Tokyo SOS. I Mothra vs Godzilla slåss Mothra mot Godzilla för att skydda sina ägg men förlorar kampen och dör. Då kläcks äggen och två larver tar upp kampen mot Godzilla med silkestrådar, men en av larverna dör. I filmen Ghidorah, the Three-Headed Monster (där Mothra fortfarande är larv), hindrar hon ett bråk mellan Godzilla (som är god för första gången på film) och Rodan och ber om hjälp mot King Ghidorah. De hjälper Mothra att besegra King Ghidorah.
Som fjäril förekommer hon i filmen Ebirah, Horror of the Deep där hon räddar en grupp människor samtidigt som Godzilla slåss mot Ebirah.
Hon förekommer även i filmen Alla monster ska förstöras där en annan Mothra i larvform kontrolleras av Kilaaks och som tillsammans med Godzilla, Rodan och Manda förstör Tokyo. Hon befrias från utomjordingar och åker med de andra till Fuji. Kilaaks skickar King Ghidorah för att döda dem men han förlorar.
Hon återvänder i filmen Godzilla vs. Mothra där hon är jordens beskyddare. Hon skyddar jorden mot Battra som hon vann en kamp mot tusen år tidigare. Nu slåss hon för att skydda Tokyo. Mothra och Battra samarbetar mot Godzilla och besegrar honom.
I Godzilla, Mothra and King Ghidorah: Giant Monsters All-Out Attack är hon en av jordens beskyddare tillsammans med King Ghidorah och Baragon. De måste besegra Godzilla som vaknat upp efter 50 års vila. I kampen förlorar Mothra mot Godzilla, men innan hon dör ger hon sina sista krafter till King Ghidorah som dödar Godzilla.
Hon återvänder i Godzilla: Tokyo SOS och skyddar där Tokyo från Godzilla genom att varna regeringen. När Godzilla kommer, samarbetar hon med Mechagodzilla och sina två larver. Men hon dör och Mechagodzilla besegrar Godzilla och sjunker sedan till havets botten tillsammans med Godzilla.
I Godzilla: Final Wars är hennes värsta fiende Gigan som hon besegrade för 12 000 år sedan. När han återuppväcks tar hon upp kampen mot Gigan och Monster X tillsammans med Godzilla. När Gigan tror att han dödat Mothra med sina "motorsågar" och hyveldiskar spränger hon sig själv och tar honom med sig i döden.

## Filmografi
- Mothra
- Mothra vs. Godzilla
- Ghidorah, the Three-Headed Monster
- Ebirah, Horror of the Deep
- Alla monster ska förstöras
- Godzilla vs. Mothra
- Godzilla vs. Space Godzillah
- Rebirth of Mothra
- Rebirth of Mothra 2
- Rebirth of Mothra 3
- Godzilla, Mothra and King Ghidorah: Giant Monsters All-Out Attack
- Godzilla: Tokyo S.O.S.
- Godzilla: Final Wars
- Godzilla: King of the Monsters